# Spank Rock
Spank Rock, egentligen Naeem Juwan, är en amerikansk rappare från Philadelphia vars stil kan beskrivas som en blandning av underground hiphop, electro och rock. Musiken görs tillsammans med producenten  XXXchange (Alex Epton). Han slog igenom 2006 med debutalbumet YoYoYoYoYo som bland annat innehåller hitlåtarna ”Bump” och ”Backyard Betty”. Låten "Bump" spelades även i den amerikanska tv-serien Entourage. 2007 kom EP:n Bangers and Cash tillsammans med Benny Blanco.
Sedan genombrottet har Spank Rock turnerat med bland andra M.I.A. och Beck. Han har även gjort musikaliska samarbeten med artister som Kylie Minogue, The Chemical Brothers och svenska DJ-duon Staygold.